# Прапор Сергіївки (Ємільчинський район)
Пра́пор Сергі́ївки — офіційний символ села Сергіївка Ємільчинського району Житомирської області, затверджений 15 квітня 2013 р. рішенням № 166 XXI сесії Сергіївської сільської ради VI скликання.

## Опис
Квадратне полотнище розділене вертикально навпіл на синє древкове і жовте вільне поля. У центрі — зелений щиток (1/2 висоти прапора) з трьома жовтими колосками пшениці.
Автори — Юрій Миколайович Куландін, Раїса Михайлівна Бондарчук.